# Скунга
Скунга (ст. перс.: 𐎿𐎤𐎢𐎧 Skuⁿxa; 6 ст. до н. е.) — правитель скитів або король саків tigraxaudā («саки, які носять загострені капелюхи»), групи племен бл. 519 року до нашої ери, що протистояли перським військам Дарія І.

## Життєпис
З історичних джерел відомо, що 519 року до н. е., третього року свого правління, Перський імператор Дарій I виступив із військом проти саків, «які носять гостроверхі капелюхи». Згідно з відомостями з Бегістунського напису, в ході битви перси розбили племена саків, а їхній вождь Скунга потрапив у полон. Цей похід ототожнюється з кампанією Дарія проти причорноморських скитів. Саки з гостроверхими капелюхами згадуються разом із іншими причорномроськими племенами.
На думку Р. Кента, Скунга очолив виступ своїх одноплемінників ще на початку правління Дарія. На Бегістунському рельєфі наводяться пояснення, що звинувачують ватажків «брехні», але стосовно скитського правителя написано: «це — Скунга, сак». Усі повсталі «царі» зображені з голими головами, а у Скунги — висока гостра шлапа. У написі йдеться, що всі ватажки були страчені, але про смерть Скунги не містить жодного слова.
Після цього Дарій замінив його вождем іншого племені.